# Adcox Cloud Buster
El Adcox Cloud Buster fue un biplano deportivo de dos ocupantes construido por los estudiantes de la Escuela Comercial de Aviación Adcox en 1931, impulsado por un motor Salmsom AD-9 de 40 caballos de potencia (hp), unos 30 kW.
Fue construido un solo ejemplar, cambiando de dueños (y de motores) varias veces, hasta que fue desechado en 1938.